# Concurrent Design Facility
Pour les articles homonymes, voir CDF.
Le Centre de conception concourante (Concurrent Design Facility ou CDF) est un des principaux bureaux d'études de l'Agence spatiale européenne (ESA). Il est principalement destiné aux études de faisabilité (pré-phase A) des nouvelles missions spatiales.
Situé au sein de l'ESTEC, le CDF est opérationnel depuis l'an 2000.
Son originalité réside dans l'utilisation des méthodes de l'ingénierie concourante. En réunissant tous les experts impliqués dans la conception d'une mission, le CDF permet de mener efficacement des études de faisabilité rapides et moins chères. 